# II. Thotmesz
II. Thotmesz (uralkodói nevén Aaheperenré, görögösen Thutmoszisz;  ur.: kb. i. e. 1492 – i. e. 1479) az ókori egyiptomi XVIII. dinasztia negyedik fáraója. Édesapját, I. Thotmeszt követte a trónon. Valószínű, hogy féltestvére és felesége, Hatsepszut, aki később követte a trónon, erős befolyással volt rá.

## Családi háttere
I. Thotmesz és mellékfelesége, Mutnofret fia volt. Nem ő volt a fáraó elsőszülött fia; bátyjai, Amenmosze és Uadzsmesz halálával nyílt meg előtte az út a trón felé. Feleségül vette I. Thotmesz és a fő királyné, Ahmesz lányát, Hatsepszutot, akitől egy lánya született, Nofruré. Fia, a későbbi III. Thotmesz egy mellékfeleség vagy ágyas, Iszet gyermeke volt.

## Uralkodása
Thotmesz uralkodásának hosszáról tudományos viták folynak; legkésőbbi fennmaradt uralkodási dátuma is csak az 1. év, és lehetséges, hogy egész uralkodása valójában nem 13, csak 3 évig tartott. Felesége, Hatsepszut, aki pár évvel idősebb lehetett nála, jelentős hatalmat gyakorolhatott.
Az egyetlen katonai hadjárat, melyről tudomásunk van II. Thotmesz idejéből, egy núbiai zavargás leverése az első uralkodási évben. Az Asszuántól délre fekvő Szehel-szigeten talált felirat szerint a lázadásban részt vevőket kivégezték, Kús uralkodójának fia kivételével, akit túszként Egyiptomba vittek. Jahmesz Pennehbet említi sírjában, hogy számos saszu hadifoglyot hoztak a fáraónak; a saszu vonatkozhat núbiaiakra és a Sínai-félsziget lakóira is, így az esemény vagy ehhez a núbiai hadjárathoz köthető, vagy egy esetleges későbbiéhez. A seregeket nem maga Thotmesz vezette, talán mert még túl fiatal volt.
Thotmesz nevéhez nem sok jelentős építkezés fűződik. A karnaki templom 4. pülónja előtti udvarban egy mészkőkaput állíttatott; ennek köveit később beépítették a 3. pülón alapjaiba, de mára a Karnaki Szabadtéri Múzeumban újra felépítették. Egy kis halotti temploma épült Medinet Habunál (ahol később Hapu fia, Amenhotep jóval nagyobb temploma épült fel a szomszédságában). Ezt a halotti templomot – melynek neve Seszpet-anh, azaz „Az élet kápolnája” volt – már csak fia, III. Thotmesz uralkodása alatt fejezték be. A templom mára elpusztult, csak az alaprajzát sikerült feltárni.

## Múmiája és sírja
II. Thotmesz múmiáját sok más fáraóéhoz és királyi családtagéhoz hasonlóan 1881-ben az ún. Deir el-Bahari-i rejtekhelyen találták meg, ahová a XXI. dinasztia uralkodása idején szállították a sírrablók elől. 1886-ban Gaston Maspero bontotta ki a múmiát, amiben a sírrablók nagy kárt tettek. Maspero megállapítása alapján a fáraó alig harmincéves lehetett halálakor, melyet valószínűleg betegség okozott. Smith azonban úgy tartja, a múmia bőrén látható foltok nem biztos, hogy betegség jelei, lehetséges, hogy a mumifikálási eljárás során keletkeztek. Ráadásul még az sem teljesen biztos, hogy a múmia valóban Thotmeszé. A múmia testmagassága 169 cm.
Thotmesz sírját nem sikerült minden kétséget kizáróan azonosítani. Felmerült lehetőségként a Királyok völgye 42, ami azonban stílusa alapján későbbi, és alapítási lerakata alapján Meritré-Hatsepszut királyné számára készült, valamint a DB358, amelyben megtalálható a királysírokra jellemző akna, bár Thotmesz neve sehol nem fordul elő a sírban. Az, hogy utóbbi sír nem a Királyok völgyében van, nem zárja ki, hogy Thotmesz sírja legyen, mivel a Királyok völgyébe temetkezés ebben az időben még nem volt régi hagyomány.

## Név, titulatúra
A fáraók titulatúrájának magyarázatát és történetét lásd az Ötelemű titulatúra szócikkben.
| G5 |

| G5 |

| E1 · D40 | wsr | s | F9 · F9 |

| E1 · D40 | wsr | s | F9 · F9 |

| E1 · D40 | wsr | s | F9 · F9 |

| E1 · D40 | wsr | s | F9 · F9 |

| G5 |

| G5 |

| E1 · D40 | wsr | s | F9 · F9 |

| E1 · D40 | wsr | s | F9 · F9 |

| E1 · D40 | wsr | s | F9 · F9 |

| E1 · D40 | wsr | s | F9 · F9 |

| G16 |

| G16 |

| R8 | M23 | i | i | t · Y1 |

| R8 | M23 | i | i | t · Y1 |

| G16 |

| G16 |

| R8 | M23 | i | i | t · Y1 |

| R8 | M23 | i | i | t · Y1 |

| G8 |

| G8 |

| S42 | L1 | G43 | Y1 · Z2 |

| S42 | L1 | G43 | Y1 · Z2 |

| G8 |

| G8 |

| S42 | L1 | G43 | Y1 · Z2 |

| S42 | L1 | G43 | Y1 · Z2 |

| M23 | L2 |

| M23 | L2 |

| N5 · O29 | L1 · n |

| N5 · O29 | L1 · n |

| N5 · O29 | L1 · n |

| N5 · O29 | L1 · n |

| N5 · O29 | L1 · n |

| N5 · O29 | L1 · n |

| N5 · O29 | L1 · n |

| N5 · O29 | L1 · n |

| M23 | L2 |

| M23 | L2 |

| N5 · O29 | L1 · n |

| N5 · O29 | L1 · n |

| N5 · O29 | L1 · n |

| N5 · O29 | L1 · n |

| N5 · O29 | L1 · n |

| N5 · O29 | L1 · n |

| N5 · O29 | L1 · n |

| N5 · O29 | L1 · n |

| G39 | N5 | \| \| |
|     |    |       |

|  |

| G39 | N5 | \| \| |
|     |    |       |

|  |

| G26 | F31 | S29 |

| G26 | F31 | S29 |

| G26 | F31 | S29 |

| G26 | F31 | S29 |

| G26 | F31 | S29 |

| G26 | F31 | S29 |

| G26 | F31 | S29 |

| G26 | F31 | S29 |

| G39 | N5 | \| \| |
|     |    |       |

|  |

| G39 | N5 | \| \| |
|     |    |       |

|  |

| G26 | F31 | S29 |

| G26 | F31 | S29 |

| G26 | F31 | S29 |

| G26 | F31 | S29 |

| G26 | F31 | S29 |

| G26 | F31 | S29 |

| G26 | F31 | S29 |

| G26 | F31 | S29 |